# 간문초등학교
간문초등학교는 대한민국 전라남도 구례군 간전면 간문리에 있는 공립 초등학교이다.

## 학교 연혁
- 1924년 11월 27일 간문공립보통학교 개교
- 1938년 4월 1일 교명 변경 (간문공립심상소학교)
- 1941년 4월 1일 교명 변경 (간문공립국민학교)
- 1948년 4월 1일 간문국민학교로 개칭
- 1981년 3월 10일 병설유치원 개원
- 1990년 3월 1일 중대분교장 본교에 편입
- 1992년 3월 1일 효곡분교장 본교에 편입
- 1996년 3월 1일 간문초등학교로 개칭
- 1999년 3월 1일 효곡분교장 통폐합
- 1999년 9월 1일 중대분교장 통폐합
- 2017년 9월 1일 제 30대 김시중 교장 부임
- 2019년 2월 15일 제 93회 0명 졸업 (총 4,445명)
- 2020년 2월 14일 제 94회 6명 졸업 (총 4,451명)
- 2021년 1월 15일 제 95회 1명 졸업 (총 4,452명)

## 학교 상징
- 교화 - 국화 : 끈기, 인내, 성실한 마음
- 교목 - 대나무 : 굳은 의지, 절개, 선비정신
- 교색 - 녹색 : 정직, 희망

## 참고 자료
- 간문초등학교 - 한국교육학술정보원 학교알리미